# Єні Малатьяспор
«Єні Малатьяспор» або «Евкур Єні Малатьяспор» (тур. Evkur Yeni Malatyaspor) — турецький футбольний клуб з міста Малатья, заснований 1986 року. Із сезону 2017—2018 років виступає в турецькій Суперлізі. Домашні матчі приймає на стадіоні «Малатья Іненю», місткістю 13 000 глядачів.